# Hodíškov
Hodíškov település Csehországban, a Žďár nad Sázavou-i járásban. Hodíškov Bohdalec, Obyčtov, Nové Město na Moravě és Řečice településekkel határos. Lakosainak száma 161 fő (2024. január 1.).

## Népesség
A település lakosságának változását az alábbi diagram mutatja:
| Lakosok száma | 293  | 330  | 231  | 190  | 189  | 136  | 148  | 154  | 151  | 161  |
|               | 1869 | 1890 | 1921 | 1950 | 1980 | 2001 | 2017 | 2019 | 2022 | 2024 |